# Tove av Danmark
Tove av Danmark (forndanska Tófa) var drottning av Danmark och Norge i slutet av 900-talet. Hon var dotter till den vendiske fursten Mistivoj och gifte sig med Harald Blåtand på 960-talet. Under denna tid var det av politiska skäl vanligt med giftermål mellan nordiska kungar och vendiska högättade kvinnor och giftermålet anses vara nära förknippat med Haralds kristnande.[källa behövs]
Tove lät resa en runsten (DR 55) efter sin mor nära nuvarande Sønder Vissings kyrka (mellan Horsens och Silkeborg). Inskriften lyder: Tófa lét gera kuml, Mistivis dóttir, ept móður sína, kona Haralds hins Góða, Gorms sonar. (Tove, Mistives dotter, Harald den Godes, Gorms sons hustru lät göra kummel efter sin mor.)
Det är inte fastslaget huruvida Tove var mor till något eller några av Harald Blåtands barn.